# 전일상영정및한유도
전일상 영정 및 한유도(田日祥 影幀 및 閒遊圖)는 대한민국 충청남도 예산군에 있는, 조선시대의 무신 석천 전일상(1700∼1753)의 초상화 1점과 한가로이 더위를 피하고 있는 풍경을 그린 한유도 1점이다. 1987년 12월 30일 충청남도의 유형문화재 제127호로 지정되었다.

## 방송 출연
2011년 7월 24일 TV쇼 진품명품 814회 방송에서 위 문화재 중 한유도 1점이 출연해 감정을 받은 적이 있으며, 감정가로 15억원을 기록해 2015년 5월 24일 1,000회까지 TV쇼 진품명품 방송 사상 최고가를 기록한 적이 있다.

## 참고 자료
- 전일상영정및한유도 - 국가유산청 국가유산포털